# العلاقات الفلبينية الكوبية
العلاقات الفلبينية الكوبية هي العلاقات الثنائية التي تجمع بين الفلبين وكوبا.

## مقارنة بين البلدين
هذه مقارنة عامة ومرجعية للدولتين:
| وجه المقارنة                                              | الفلبين                       | كوبا                              |
| --------------------------------------------------------- | ----------------------------- | --------------------------------- |
| المساحة (كم2)                                             | 343.45 ألف                    | 109.88 ألف                        |
| عدد السكان (نسمة)                                         | 104.92 مليون                  | 11.48 مليون                       |
| الكثافة السكانية (ن./كم²)                                 | 305.49                        | 104.48                            |
| العاصمة                                                   | مانيلا                        | هافانا                            |
| اللغة الرسمية                                             | اللغة الفلبينية، لغة إنجليزية | اللغة الإسبانية                   |
| العملة                                                    | بيسو فلبيني                   | بيزو كوبي، بيزو كوبي قابل للتحويل |
| الناتج المحلي الإجمالي (بليون دولار)                      | 313.60 مليار                  | 87.13 مليار                       |
| الناتج المحلي الإجمالي (تعادل القوة الشرائية) بليون دولار | 743.90 مليار                  |                                   |
| الناتج المحلي الإجمالي الاسمي للفرد دولار أمريكي          | 2.90 ألف                      |                                   |
| الناتج المحلي الإجمالي للفرد دولار أمريكي                 | 7.39 ألف                      |                                   |
| مؤشر التنمية البشرية                                      | 0.668                         | 0.769                             |
| رمز المكالمات الدولي                                      | +63                           | +53                               |
| رمز الإنترنت                                              | .ph                           | .cu                               |
| المنطقة الزمنية                                           | توقيت الفلبين                 | 00                                |

## مدن متوأمة
في ما يلي قائمة باتفاقيات التوأمة بين مدن فلبينية وكوبية:
- ترتبط مانيلا مع هافانا باتفاقية توأمة منذ 1966.[17][17][17]

## منظمات دولية مشتركة
يشترك البلدان في عضوية مجموعة من المنظمات الدولية، منها:
| علم المنظمة | اسم المنظمة                   | تاريخ انضمام الفلبين | تاريخ انضمام كوبا |
| ----------- | ----------------------------- | -------------------- | ----------------- |
|             | يونسكو                        | 21 نوفمبر 1946       | 29 أغسطس 1947     |
|             | منظمة حظر الأسلحة الكيميائية  | ?                    | ?                 |
|             | منظمة التجارة العالمية        | 1995                 | ?                 |
|             | الاتحاد البريدي العالمي       | ?                    | ?                 |
|             | منظمة الشرطة الجنائية الدولية | ?                    | ?                 |
|             | الأمم المتحدة                 | 24 أكتوبر 1945       | 24 أكتوبر 1945    |
|             | الاتحاد الدولي للاتصالات      | 25 مايو 1912         | 16 يناير 1918     |
|             | المنظمة الهيدروغرافية الدولية | ?                    | ?                 |

## وصلات خارجية
- موقع وزارة الخارجية الفلبينية
- موقع وزارة الخارجية الكوبية